# 1677 Tycho Brahe
Tycho Brahe (asteróide 1677) é um asteróide da cintura principal, a 2,2564145 UA. Possui uma excentricidade de 0,1086366 e um período orbital de 1 471,08 dias (4,03 anos).
Tycho Brahe tem uma velocidade orbital média de 18,72020872 km/s e uma inclinação de 14,83841º.
Esse asteróide foi descoberto em 6 de Setembro de 1940 por Yrjö Väisälä.
Seu nome é uma homenagem ao astrônomo dinamarquês Tycho Brahe.